# La Clef des champs (Magritte)
Pour les articles homonymes, voir La Clef des champs.
La Clef des champs est un tableau de René Magritte (peinture à l'huile sur toile de 80 × 60 cm) datant de 1936. Il a été exposé à l'Exposition internationale du surréalisme de Paris en 1938 et est conservé au Musée Thyssen-Bornemisza de Madrid.

## Description
L'œuvre représente une fenêtre, encadrée par deux rideaux rouges, donnant sur un paysage serein de collines. Deux arbres et quelques arbustes apparaissent au loin. L'élément surréaliste est le verre brisé de la fenêtre, dont les fragments, éparpillés sur le sol à l'intérieur de la pièce, reproduisent chacun une partie du paysage.
Le verre brisé sert à remettre en question l'existence d'une relation réelle entre l'objet reproduit et sa reproduction et, par conséquent, entre l'homme et la réalité.
C'est une œuvre énigmatique entourée d'une aura de mystère, typique de son inspiration dans la littérature policière.